# Komet West
Komet West  ali C/1975 V1 (tudi C/1975 V1 – A)  je komet, ki ga je 10. avgusta 1975 odkril danski astronom Richard Martin West (rojen 1941), ki deluje na Evropskem južnem observatoriju (ESO).
Razen tega kometa z imenom West, obstaja še drugi komet West (C/1978 A1), ki pa se je gibal po hiperbolični tirnici . 

## Značilnosti
Komet je dosegel največjo svetlost v marcu 1975. Takrat je bila njegova navidezna magnitude -3. O njem so manj pisali, ker so bili razočarani zaradi slabe vidljivosti Kometa Kohoutka (leta 1973), ki so mu napovedovali izredno lepo vidljivost.
 
Komet West ima izredno dolgo obhodno dobo, ki je okoli 558000 let. Opazovali so ga lahko do 25. septembra 1976 (skupaj 412 dni). 
Med prehodom kometa skozi notranji del Osončja je komet razpadel na štiri dele.
Komet West nekateri prištevajo med Velike komete.